# Scorpaena russula
Scorpaena russula és una espècie de peix pertanyent a la família dels escorpènids.

## Descripció
- Fa 15 cm de llargària màxima (normalment, en fa 9).[4][5]

## Hàbitat
És un peix marí, demersal i de clima tropical que viu en aigües costaneres.

## Distribució geogràfica
Es troba al Pacífic oriental: des de Culiacán (Sinaloa, Mèxic) fins al Perú.

## Observacions
És verinós per als humans.